# Běleč (Moravia meridionale)
Běleč (in tedesco Bieltsch) è un comune della Repubblica Ceca facente parte del distretto di Brno-venkov, in Moravia Meridionale.